# Vampyr - ヴァンパイア
『Vampyr - ヴァンパイア』はフランスのゲームスタジオDontnod Entertainmentが開発したコンピュータゲーム。同社にとって3作目の作品となる。1918年のロンドンを舞台に、ヴァンパイアを題材としている。
2018年6月5日にMicrosoft Windows、PlayStation 4、Xbox Oneで発売された。当初は公式な日本語ローカライズはなかったが、2020年12月24日にPlayStation 4とNintendo Switchで日本版を発売。

## 概要
2014年11月29日にDONTNODはRPGの開発を発表し、2015年1月20日に『Vampyr』のタイトルが明かされた。タイトル発表時に公開されたキービジュアルには、本編に登場しない青ざめた男性の姿が描かれている。
キャッチコピーは「Take Blood, Save a Life」。日本語版キャッチコピーは「救世主なのか、それとも捕食者か」。ヴァンパイアは一般的には「Vampire」と表記されるが、17世紀にヴァンパイアの嫌疑をかけられたハンガリー人男性にまつわる記述には「Vampyr」が使われており、そこからタイトルに採用された。公的な文書でヴァンパイアという単語が記されたのはその記述が初めてだとされる。タイトルロゴでは「Y」だけが赤字で強調されており、作中では3つの選択肢から決断を迫られる際にこの「Y」がY字路のように象徴的に表示される。
三人称視点で、主に4つの地区を行き来するセミオープンワールド。選択肢次第で登場人物を殺害する、見殺しにする、正気を失わせる、あるいは救うことができ、倫理を問う展開が多分にある。医師であり吸血鬼であるという主人公の苦悩に満ちた二面性が強調され、「選択と破滅の物語」とも説明されている。ゲームシステムも、64人いる「市民」を吸血し死に至らしめた数だけ主人公の能力を強化することができるという背徳へ誘うものである。
「吸血鬼もの」というテーマから構想がはじまり、「人類が最も弱い立場にあった時」を舞台にしようと考え、工業化による人々の疎外、戦禍、疾病のある1918年のロンドンが選ばれた。当時のロンドンではスペイン風邪に行政が対応しきれず、大量の死者がその死を察知されずに孤独死の後で長時間放置されていたため、ヴァンパイアが暗躍する舞台としてもうってつけだった。吸血鬼ドラキュラやカーミラのような暗くゴシックなスタイルでいくことは初期に発案されたが、明るい時代に敢えて暗い話をするのも面白いからと、1950年代の黄金時代のアメリカを舞台にする案もあった。アートスタイルは、ロンドンの画家Phil Haleの影響を受けている。景観は現実のロンドンを参考にしているが正確に再現しているのではなく、よりゴシックに不吉に脚色し、地区ごとの貧富も強調している。脚本はフランス人が書き、イギリス人のネイティブスピーカーが翻訳しており、キャラクターは階級ごとに話し方が異なる。
DONTNODの前作である『Life Is Strange』とはシステムも雰囲気も大きく異なり制作チームも違うが、両作に共通するスタッフも多くおり総勢60人ほどで制作開始し、最終的には80人ほどに拡大した。両作の主人公はどちらも自室の観葉植物に「リサ」と名付け愛好しているという共通点が持たされている。リサに水をやると「Unlife is strange」というトロフィーが得られる。同社が2020年に発売した『Tell Me Why』の主人公も観葉植物を持ち、水をやると「Remember Strange Vampyr」というトロフィーが得られる。これは同社の2013年のデビュー作『Remember Me』もかけられている。

## あらすじ
1918年のイギリス、ロンドン。スペイン風邪が猛威を振るい多数の死者が出る中、下級ヴァンパイアであるスカールと化す奇病も密かに蔓延していた。
第一次世界大戦から帰還したばかりの外科医ジョナサン・リードは、何者かに襲われて上級ヴァンパイアであるエコンと化した。体が変化する過程で仮死状態となったジョナサンは埋葬の追いつかない集団墓地の片隅に捨て置かれた。目覚め、朦朧としながら血を求めた彼は、妹のメアリーから吸血し彼女を殺めてしまう。
吸血鬼ハンターや、他の吸血鬼に命を狙われ、日光を弱点とするため昼に出歩くこともできなくなったジョナサンだが、理解ある医師のエドガー・スワンジーと出会い、彼の病院で夜勤医師として雇われ表向きの身分を得た。また、長き時を生き多くの謎を秘めたエコンのレディ・アシュブリーもジョナサンに助力してくれる。ジョナサンはロンドン中を巡り、自らをエコンに変えた者の正体と、スカールを生み出す奇病の原因を探る。

## システム
市民(Citizens)
市民と称される64人のキャラクターたちを吸血して死に至らしめるか、生かすかによって展開と結末が変わる。エンディングは4種。主人公が市民を吸血することは、抱擁(Embrace)と表現される。抱擁された者は必ず死ぬ。抱擁は吸血鬼としての能力で魅了してから行うため、抵抗はされない。
市民らは特定の地区に属し、その中でサークル（Circle/人間関係）を築いている。市民を犠牲にすると地区の治安が乱れ、他の市民が体調不良を起こしやすくなり、地域に現れる敵キャラクターが増加・凶悪化する。治安が完全に崩壊すると、その時点で生き延びていたその地区の市民らは「行方不明」となる。
各地域には中心人物が設定されており、シナリオの中で選択される中心人物の処遇は特に大きな影響を与える。市民が死するとサークル内の他の市民のシナリオも大きく変わる。例えば、身内を抱擁されたものはショックで当て所なく彷徨った末に吸血鬼に襲われて自らもスカールと化して敵キャラクターになったり、逆に敵討ちのために吸血鬼ハンターに与しやはり敵キャラクターになったりする。また、敵にはならずとも、身内の死を嘆いて泣き続けるようになったり、束縛する者が亡くなったことで前向きになったりもする。
市民には曇りなき善人もいれば、擁護しようのない悪人もいる。病や負傷により生き地獄に陥り、死こそが救いとなる者もいる。市民を抱擁すると彼らの最期の内心の声が流れ込み、その声はサークル内での殺害した順番により変わる。抱擁することで相手がどのような人生を送っていたかがわかり、主人公による簡潔な感想文が表示される。プレイヤーに対し、「あなたは単に経験値を得たのではなく、命を奪った」と訴えるシステムだという。
XP
物語を進める・敵と戦う・市民を吸血する、などの行動によってXPを得られ、XPによって主人公の戦闘能力を強化することができる。メインシナリオの中で立ちはだかるボスからは多くのXPを得られるが、それ以外の敵からは数10程度のXPしか得られない。市民からの吸血では1000弱から10000強ほどの大量のXPを取得できる。市民のXPは、隠されている彼らの秘密を知り本質に迫ることで増大する。彼らの秘密は、出身地や職業などの些末なものから、大量殺人鬼である、過去にテロを起こしたなどの重大なものもある。
体調不良に陥っている市民はXPが下がっているため治癒した方がより多く得られる。
戦闘
市民が暮らす安全地帯以外では、敵キャラクターと遭遇次第シームレスに戦闘が始まる。ヴァンパイアの能力で姿を隠して敵に気づかれぬように通り抜けることや、走って強引に敵から逃げることも可能。しかし戦闘中は扉の開閉が行えず、場所によっては戦闘を強いられる。
入手した刃物、鈍器、銃などを武器にできる。所持できる弾数は少なく、銃のみで戦いを切り抜けることはできない。近接武器を振るう際や回避行動の際にはスタミナを消費する。スタミナは自然回復するがアイテムによっても回復可能で、0になるとしばらく武器を振るえない。
ライフポイントが0になるとゲームオーバーのような扱いになるが、完全に死することはなくリスポーンする。その特性から、ライフが0になるまでに消費した回復アイテムも復活することはない。リスポーン時にはライフはごく僅かになっている。ライフはある程度は自然回復するが速度は遅い。火や毒での大きな攻撃を受けた場合は、回復アイテムやブラッドポイントの消費がなければ回復できない。
ブラッドポイントは自動回復せず、街中の特定スポットにいるネズミの血をすすったり、敵キャラクターの人間やヴァンパイアに噛み付くことで補充できる。アイテムによっても回復可能。また、市民を抱擁した後にも回復する。ブラッドポイントを消費することで、吸血鬼としての大技が使える。敵の体内の血液を爆発させたり、網目状の血液で相手を絡め取ったりできる。大技は頻発はできず、時間を置かなければ発動できない。
不殺によって迎えられるエンドでは、向こうから襲いかかってくる敵キャラクターについてはカウントされず、市民のみが対象となる。
クラフト
主人公には薬を調合する技能があり、病気の市民がいる場合、適した薬をつくって授けることで治癒させられる。最初は簡単な薬しか作れず、調合法を学ぶことにより複雑な病状にも対応できるようになる。薬により自身のライフポイント、スタミナ、ブラッドポイントの回復も可能。また、入手した武器のアップグレードもできる。調合やアップグレードに必要な素材は置かれているのを拾ったり、売買により得られる。
催眠
市民を操る能力。本来ならば口を閉ざされるプライバシーに関わる質問でも答えさせることができる。質問はむやみに行えるわけではなく、会話や文書から「ヒント」を得て会話の糸口にする必要がある。会話の選択肢を誤るとヒントは得られなくなるが、占いによってヒントを与えてくれるキャラクターがいる。
市民への吸血の際には彼らを催眠によって魅了することが必要。主人公の催眠レベルはシナリオの進行によって増えていき、催眠への耐性レベルは市民ごとに異なる。
強い意思を持つ相手のポリシーを捨てさせるような催眠は、相手の心を破壊して廃人にさせてしまう。
感知能力
通常の視界とは異なる、吸血鬼としての視点に切り替えることのできる能力。白黒の視界の中で血液だけが鮮やかな赤色に浮かび上がって見える。通常の視点では見えにくい、なにか事件が起こった後の血痕も明瞭に見える。また、生きている人間や吸血鬼の心臓を中心とした血液も見え、少し離れた位置からも相手の健康状態がわかる。既知の市民の場合は氏名などもわかり、敵キャラクターの場合は戦闘レベルもわかる。

## 用語

### ヴァンパイア(Vampire/吸血鬼）
人間からの吸血を糧とする者。陰の存在であり、一般の市民で信じるものは少ない。不老だが、物理的な攻撃、日光、力ある者が掲げる十字架、毒などによってダメージを受け死に至る。強力な異能を幾つも持ち、人間を超える剛力と瞬発力、致命的な傷の再生、霧となって短距離テレポート、洗脳などが可能。他作品ではゾンビや人狼と称されるような者も今作では吸血鬼の範疇。
必要とするものは生き血に限らず、死肉でも問題はなく、ある程度の期間は血がなくとも生きられる。しかし生き血への渇望は尋常ならざるもので、吸血の際には強い恍惚を得る。生きるために必要でなくとも、快楽のために吸血する者も少なからずいる。一般的な食物は受け付けず、お茶を飲み下すこともできない。
吸血鬼が係累を増やす方法は、自身の血を人間に飲ませること。吸血鬼へ至る変化は体に強い負担を与え、体質によっては耐えられずに死してしまう。血を飲んだわけではないのに感染によって爆発的に下等吸血鬼が増える現象が本編では問題になっている。
通常の生物と同じように性交によっても係累を残せるという記述も作中であるが、本編中にそのような経緯で生まれた吸血鬼は登場しない。受胎した吸血鬼は数週間程度で母親の腹を食い破って出生し、母が吸血鬼であれば再生能力を使えるが、人間である場合には死ぬ。生まれてから数ヶ月で成人程度に育つという。
エコン(Ekon)
上級ヴァンパイア。ヴァンパイアと言えば基本的にはエコンを指し、その他は下等種扱い。血を与えることで係累を生み出すことができる。下等吸血鬼を生み出すのは普通だが、エコンを生み出せる者はエコンの中でも少なく、特に優れた血統を持つ者だけが可能。容姿は人間と大差なく、人間社会に溶け込むことができる。人間より上位の存在とも言え、多くは富裕層の中で生きる。日光を恐れるといった弱点は変わりない。
スカール(Skal)
下級のエコンともいうべき存在。血を与えて係累を生むことは不可能。皮膚病の如くに肌が爛れているのが特徴。エコンによって生み出される場合もあるが、スカール病とも言うべき疾病の流行で爆発的に数を増やしている。本来スカールは吸血衝動や容貌の醜さはあるものの、人間であったころの人格を留め一定の理性もあるが、疾病によって生まれたスカールは本能的に血肉を求めるだけの理性なき存在がほとんどであり、強烈な怒りと憎悪に憑かれて人を襲う。スカール病による者は他作品でいうところのゾンビに近い存在。スカールの吸血衝動は、エコンの血を飲むことで和らぐ。
ヴァルコッド(Vulkod)
巨大化し、筋骨隆々のヴァンパイア。真っ黒な肌をしている。知性はあるが、直情的になりやすい。
獣(Beast)
下級のヴァルコッドともいうべき存在。獣毛が生え犬にも似た姿で、しばしばウェアウルフと間違えられる。
アイコール(Ichor)
疾病によって生まれたスカールが奇形化した存在。毒液を嘔吐し、皮膚の著しい爛れ、体の一部が巨大化するといった症状が見られる。女性だけがなる。噴霧された毒を吸った人間は下等ヴァンパイアと化す。

### アイテム
憎悪の血(Blood of hate)
下等ヴァンパイアと化す疾病の原因となるもの。赤の女王と呼ばれる存在が、数世紀ごとに現れてはその時代の憎しみに凝った女性に与え、その女性を起点として広範囲に感染していく。
天使の涙
古代から伝わる薬。「憎悪の血」に感染し狂気に陥った者を治すことができる。作るのに必要な材料は「王の血」と「古き血」と「にんにくの純粋なエキス」。

### 組織
セント・ポール・ストール協会(Brotherhood of St. Paul's Stole)
ヴァンパイアの生態を調査する、人間たちによる団体。倒す方法も学び時に自衛のためにヴァンパイアを殺すが、討伐のための団体ではなく、不老のため古き時代の知識を持つヴァンパイアを尊重する精神を持つ。派生団体である討伐団体のプリウェンのことを、無益で犯罪的だと非難している。
ガード・オブ・プリウェン(Guard of Priwen)
ヴァンパイアハンターの団体。プリウェンと略されることも。創始者は元はセント・ポール・ストール協会の会員だったが、吸血鬼退治に特化するため分裂した。吸血鬼の存在を知らない市民からは「武装した自警団体]と認識されており、夜な夜な暴れていると嫌厭される一方、戦争と疾病で混乱に陥ったロンドンを守るため行動していると尊敬も集めている。末端の者の中には、一般人から金を巻き上げるような破落戸もいる。
ヴァンパイアによる被害が深刻な際には「グレートハント」と称される大規模な吸血鬼狩りを行い、最初に行われたのは1854年で、一夜にして有力なエコンが何人も殺された。現在生き残っている吸血鬼らは、当時は一時的に他国へ身を潜めていたという。
ウェット・ブート・ボーイズ(Wet Boot Boys)
港地区を拠点とするギャング。薬物や武器を流通させ治安を悪化させているとも、不良外国人を退け治安を守っているとも評される。
アスカロンクラブ(Ascalon Club)
エコンによる社交クラブ。愛国心が強く、イギリス王家ともつながっている影響力のある団体。クラブでは例外的に富裕の人間も受け入れられている。また、加入者は男性に限られる。不老の存在の集いなだけあり、慣習はなにかと古めかしく伝統を重視する。

## 登場人物
ジョナサン・リード(Jonathan Reid)
声:Anthony Howell
本作の主人公。医師であり吸血鬼（エコン）の男性。32歳。黒髪碧眼で、口髭と顎髭を生やし長身。顔に細かな傷がいくつもある。
使用人もいる大邸宅で裕福に育った。従軍医としてフランスへ赴き、帰国後に何者かに襲われてヴァンパイアと化した。優秀な外科医であり、血液学の分野で権威ある研究者でもあったことから、対峙したヴァンパイアらの血液を解析し医学的に彼らを探る。戦時中、患者たちを守るため戦闘を重ね、銃など武器の扱いに長けている。
市民への吸血を重ねた場合、白目の部分が赤く染まっていく。5人を抱擁すると白目部分が真っ赤になり、10人以上を抱擁すると碧眼が赤に代わり、白目部分が真っ黒になる。また、顔面に血管が多く浮かび上がるようになる。一般市民からは特に変わりなく見えるようであるが、ヴァンパイアや詳しい者からは察しがつく。基本的には紳士だが、吸血を重ねると重要イベントでの言動がやや荒々しくなり、人間を見下すような発言をする。
エリザベス・アシュブリー(Elisabeth Ashbury)
声:Katherine Kingsley
女性エコン。通称はレディ・アシュブリー(Lady Ashbury)。ジョナサンが恋するようになる相手であり、本作のヒロイン。赤毛緑目で編み込んだ髪型にしている。
27歳の時に吸血鬼化し容貌もその時のままだが、長い時を生きている。資産家であり篤志家、孤児院や病院の経営をしており、主な舞台となるベンブローク病院の出資者。死にゆく者だけを屠るという制約を自らに課し、院長スワンジーの許可のもとで末期患者への吸血や、まだ実験的なものだが輸血を受けて生きている。
本当の年齢は周囲に伏せているが、実は1551年生まれで本編開始時には367歳である。1578年にペストの蔓延で家族を失い絶望の中で歌っていたところをエコンに気に入られその係累にされた。画家でもあり、歴史的な画家らと交流し、フェルメールやピカソの絵画モデルともなった。ブラム・ストーカーとも交流があり、『吸血鬼ドラキュラ』は彼女をモデルにして著された。
1667年に憎悪の血に感染し、狂気に駆られ血肉を貪る化け物となったが、1793年に「天使の涙」を与えられて正気を取り戻す。しかし健康保菌者とも言うべき状態であり、彼女の血を受けた者は憎悪の血に感染する。
エドガー・スワンジー(Edgar Swansea)
声：Harry Hadden-Paton
ペンブローク病院の市民の中心人物。理事長を務める男性医師。45歳。茶髪緑目で口髭を生やし、オーパル型の眼鏡をつけている。身長180cm。
セント・ポール・ストール協会メンバーでもあり、十字架を用いて吸血鬼を退ける能力を有する。害ある吸血鬼を警戒する一方で、吸血鬼という種族自体には好奇心と憧れを持ち、彼らについて陽気に語る。少年時代に乳母が吸血鬼に殺される現場を目撃し、その一件は彼に恐怖よりも不死者への関心を与え、医学の道を志す理由ともなった。エリザベスに任命されて理事長の座に就き、余命僅かな患者を彼女の糧にすることを許している。
ドロシー・クレイン(Dorothy Crane)
声:Anna Koval
ホワイトチャペルの市民の中心人物。ペンブローク病院の女性看護師。27歳。黒髪青目。血まみれの医療エプロンをいつも身につけている。
ルーマニア出身で、名前はイギリス風に改めているが本名はドロセラ・クラウシウネスク(Dorothea Craciunescu)。ポーランドによるルーマニア制圧へのレジスタンス活動を行っていたが情勢が悪化しイギリスへ移民。似た経緯を持つ移民らが貧窮する一方で、彼女は祖国で医学を学んでいたため就職に困ることはなかった。通院できないほど極貧の人々を憐れみ、病院の医薬品を盗み出し違法な診療所を開き無料診察している。
ショーン・ハンプトン(Sean Hampton)
声:Jonathan Forbes
港の市民の中心人物。聖職者の男性。38歳。口髭と顎髭を生やしており、いつも十字架を首から下げている。
正式にどこかの教会に所属し身分を得ているわけではないが、ナイトシェルターを運営しホームレスたちに寝床を与えるなど、信仰のもとで献身的に振る舞う。生まれてすぐにダブリンの教会に捨てられて孤児となり、少年期に司祭から性的虐待を受け、逃げてロンドンに定住した。それらの経験は返って彼をより敬虔にさせた。
およそ10年ほど前、爆発的なスカール増加より前からスカールらの存在を知っており、彼らもまた神に救われるべき対象だとして支援していた。疾病によるスカールに襲われたことで自らもスカールと化すが、理性を保ち、人を襲わずに病死者の死肉を食らうことで生きていくと宣言する。
アロイシアス・ドーソン(Aloysius Dawson)
声:David Sterne
ウエストサイドの市民の中心人物。イギリスで一番の富豪とも称される実業家の男性。71歳。頭髪は薄くいわゆるバーコードハゲ。眼鏡をかけている。
不死に対する渇望を抱き、アスカロンクラブに与する数少ない人間。スペイン風邪が流行する中、汚染地域と清潔な地域を隔てる壁を建設すべきだと主張している。ジョナサンの選択によってアロイシアスの主張が実現した場合、計画は実現するも、余計にロンドン中の衛生状態が悪化する。
かつては慈善的な人物であったが、共に会社を経営していた双子の兄を飛行機事故で亡くして以来、死への恐怖に憑かれオカルト趣味に傾倒し黄金の夜明け団にもかつて加入していた。

### ペンブローク病院(Pembroke)の市民
病院とその周辺の地区。ヴァンパイアとなってからのジョナサンの勤務先であり、本拠地。庶民的な病院で、患者はさほど裕福ではない者が多い。スペイン風邪の大流行による超過勤務に職員らは苦しんでおり、患者を収容しきれずに建物外にまで医療用テントを広げている。
コーコラン・ティペッツ(Corcoran Tippets)
声:David Sterne
男性医師。54歳。黒髪緑目、痩せて頬がこけている。
スペイン風邪に混乱する院内で、ストレスから不眠に陥り、ろくに休みも取らず連日徹夜で働き続けている。真面目で優秀と評価されるも、密かに麻薬に依存しており、異常な勤勉さはそのおかげでもある。不眠や薬物が影響したのか過去に医療ミスで死者を出したが隠蔽している。息子がいる。
グウィネス・ブラナガン(Gwyneth Branagan)
声：Su Douglas
女性看護師。60歳。黒髪緑目、丸眼鏡をかけている。
女が医師になることを許されない時代柄のため看護師の座に甘んじているが、男ならば優秀な医師になっただろうと評されており、本人も自負している。職域を超えた治療で医療ミスを起こしたことがある。幸いにもその患者は大事には至らず、事態は隠蔽された。また、コーコランの医療ミスの隠蔽にも協力した。
コーコランがジョナサンに抱擁された場合、この時代では異例のことながら多忙な院内で実質的な医師の立場を得る。
ウェヴァリー・アクロイド(Waverley Ackroyd)
声:Simon Furness
男性医師。37歳。やや前髪が後退している。
優秀で患者思いだが、自らの技術を鼻にかけるような尊大な面がある。医療において、安全性の保証されていない先進的なものを嫌い、保守的。新しい輸血技術の開発者であるジョナサンに対しても懐疑的である。時期外科部長の座をストリックランド医師と争っている。入院患者のハーヴェイ・フィディックにどのような手術を施すべきかでもストリックランドと対立関係にある。
ソロ―・ストリックランド(Thoreau Strickland)
声:Tim Watson
男性医師。33歳。丸眼鏡をかけている。
医療において、安全性が保証されていなくとも新しい技術を積極的に取り入れるべきとの考えを持ち、保守的なアクロイド医師としばしば対立する。過去に実験的な手術で患者を死に至らしめた。次期外科部長の座をアクロイドと争っている。新しい輸血技術の開発者であるジョナサンを敬愛している。
ハーヴェイ・フィディック(Harvey Fiddick)
声:Antony Bryne
入院患者の男性。42歳。坊主頭で無精髭を生やしている。
入院前は大工をしていた。戦時中、妻をドイツ軍の爆撃により亡くし、幼い息子と娘を男手一つで育てている。勤務中の事故により左腕を負傷して入院し、早く退院して子供たちに会いたいと望んでいる。怪我の具合は悪く、少し誤れば片腕を失いかねない難しい手術を必要としている。病院では次期外科部長の座を巡り二人の医師が争っているところで、どちらが手術を担当するかがその決め手となってしまったため、二人の論争が長引く中で中々手術を受けられずやきもきとしている。
ジョナサンがどちらの医師を抱擁するかによって彼の運命は大きく変わり、快癒することもあれば手術が失敗し隻腕となることもある。
ラケシュ・チャダナ(Rakesh Chadana)
声:Jamie Zubairi
病院の裏に設置された一時的な遺体安置所の管理人。44歳。インドをルーツに持ち、濃い褐色の肌。黒髪黒目で口髭を生やす。
戦時中、誤って医療部隊に手配され、全くの未経験ながら戦地で医師として振る舞った。その経験から死者への恐れがない。病院に勤めだしてからは、身寄りのない死者の遺留品を盗み取るようになり、商人としての側面も持つ。彼からアイテムの売買が可能。
ミルトン・フック(Milton Hooks)
救急車の運転手。34歳。黒人。病院側に内密で、病床を確保するための料金を患者に請求し私腹を肥やしている。スカールと化した患者に襲われた経験から武装しており、武器商人という側面も持つ。彼からのアイテム売買が可能。
職員同士の男女交際を禁ずる規則から秘密にしているが、看護師のピッパ・ホーキンスと恋仲。
ピッパがジョナサンに抱擁された場合、意気消沈し影の商売を辞める。
ピッパ・ホーキンス(Pippa Hawkins)
声:Beatriz Romilly
女性看護師。36歳。黒髪に緑目。スペイン風邪の大流行で、無力さを感じ病院を辞することを考えている。職員同士の男女交際を禁ずる規則から秘密にしているが、ミルトンと恋仲。彼の存在で辛うじて看護師を続けている。患者から不当に金を請求するミルトンの商売の協力者。
ミルトンがジョナサンに抱擁された場合、病院を辞めてプリウェンに入隊し、敵キャラクターとなる。
テルマ・ハウクロフト(Thelma Howcroft)
声:Christina Cole
入院患者の女性。32歳。黒髪で青ざめた白い肌。コタール症候群のため、自らをヴァンパイアであると信じ込んでおり公言して憚らない。そのためプリウェンからも警戒され密かに監視されている。以前にヴァンパイアが人を恐う現場を目撃したことが彼女の妄想の始まりとなっている。
トーマス・エルウッドに合意のもとで皮膚を噛ませてもらい血をすすったこともあるが、特に他者に危害を加えたりはしない。人間は等しく吸血対象であるという妄想のもと、怪我により非常に醜い姿になっているトーマスを差別しない。
彼女を監視しているプリウェンを退治するサブシナリオが未クリアの状態でジョナサンがトーマスを抱擁すると、犯人はテルマであると誤解したプリウェンが彼女を拉致する。
トーマス・エルウッド(Thomas Elwood)
声:Nick Blood
入院患者の男性。28歳。全身に酷い火傷を負い、顔面は醜く爛れ、腕に多量の包帯を巻いている。皮膚の下が燃え続けているかのような幻痛にも苦しまされている。
火傷は兵役中に負ったものではあるが、名誉の負傷というのは表向きの嘘であり、実際には休みの間に娼婦とホテルへこもった際に起こった火事によるもの。戦前、妻と数人の子供がいたが妻が亡くなり、戦時中は姉のアガサ(Agatha)に子供たちを任せていた。戦後、変わり果てた容貌から子供たちに拒絶され、絶望している。正気を保ったまま外見が醜くなった自分と、美貌のまま精神異常になったテルマを対の存在に感じている。容貌で差別しないテルマに好意を持っている。
モーティマー・ゴスウィック(Mortimer Goswick)
声:Jamie Blackley
入院患者の男性。23歳。丸眼鏡をかけ細身。喉を痛めていることを理由に会話を嫌う。入院するほどではない大したことのない症状だが、母ベアトリス付き添いのもとで病院に滞在し、個室を取っている。
自分は必要とされていない存在だという、曖昧な動機のもとで自殺未遂を起こしており、監視の目を求めた母に入院させられた。自殺未遂はこの時代、投獄されうる犯罪であるため母に秘されている。支配的な母が彼の悩みの根源だったらしく、母がジョナサンに抱擁された場合、人生を前向きに捉え直すようになる。
ベアトリス・ゴスウィック(Beatrice Goswick)
声:Natasha Little
富裕層の女性。45歳。ボランティアで少女たちの家庭教師を務める。黒い帽子をかぶり、巻毛。
未亡人。一人息子のモーティマーを溺愛するも、支配的に振る舞い、彼の希死念慮を理解しようとしない。裕福ながら敢えて庶民的な病院を選んだのは、同じ階層の者たちに息子の入院を知られたくないため。
モーティマーがジョナサンに抱擁された場合、連日病院前で抗議運動を行うようになる。
ニュートン・ブライト(Newton Blight)
声:Ben Peel
戦争から帰還したばかりの退役軍人の男性。31歳。金髪碧眼。
戦時中(1917年夏)、崩れた塹壕の中に一週間ほど閉じ込められた際に、大量のネズミに何度も体を囓られネズミ恐怖症となっている。表向きには友人であるオズワルドと恋仲だが、元から同性愛志向だったわけではなく戦争の中で芽生えた。同性愛者となったことに引け目を感じている。この時代、同性愛は投獄されうる罪である。
オズワルドがジョナサンに抱擁された場合、獣と化して敵キャラクターとなる。
オズワルド・サッチャー(Oswald Thatcher)
声:Jonathan Forbes
戦争から帰還したばかりの退役軍人の男性。33歳。褐色の髪に碧眼。
戦時中に崩れた塹壕の中に一週間ほど閉じ込められた経験から、重度の閉所恐怖症となり屋内に長時間いられない。表向きは友人であるニュートン・ブライトと恋仲。閉所恐怖症についてニュートンに通院するよう勧められているが、病院嫌いなため拒み、病院付近を二人でうろついている。
クレイ・コックス(Clay Cox)
声:Gareth O'Connor
ギャングリーダーの男性。30歳。ハンチング帽をかぶっている。
非常に粗暴で、殺人を含む多くの罪を重ねているが巧妙に投獄を逃れている。本来は港地区に住む人物だが、ある男を殺害したことで命を狙われるようになり、身を守るために病院付近に滞在している。妻のエドウィナとは長らく男女の関係はないが、暴力を好む苛烈な性格が似ており、共にギャングであるという同志愛で結ばれている。

### ホワイトチャペル(Whitechapel)の市民
その名と同じ教会がある。地名はイーストエンド。移民など貧しい者が多く暮らす地区。
ダリウス・ペトレスク(Darius Petrescu)
声:David Acton
印刷業を営む男性。63歳。白髪に緑目。帽子をかぶり、口ひげを生やす。
ルーマニアからの移民。レジスタンス活動の末に故郷にはいられなくなり、祖国に残してきた子や孫とは迷惑をかけないよう文通するのみ。似た経緯で移民となったドロシー・クレインと親交があり、彼女の運営する貧者のための診療所を支えている。
ジョナサンの選択によってドロシーが死亡、あるいはスカールと化した場合、診療所は下等ヴァンパイアの巣窟となり、ダリウスは隣接する自宅にいられなくなりホームレスとなる。
カメリア(Camellia)
声;Katherine Kingsley
花売りの女性。19歳。赤髪緑目で髪を結い上げている。口を利くことのできない障害を持ち、ジョナサンが催眠で質問に答えるよう強いても不可能。意思疎通が難しいため、彼女の本名も経歴も知る者はおらず、明かされることもない。ドロシーの無料診療所に賛同しており、無料券配りを手伝っている。
彼女の声を聞けるのは、ジョナサンが彼女を抱擁し内心の言葉が流れ込んでくる時のみだが、多くを語るものではない。
リチャード・ニセルコット(Richard Nithercott)
声:Alec Newman
詩人の男性。29歳。ウエストエンドに自宅のある富裕層だが、退廃的な刺激を求めて教会近くの墓場を徘徊している。
カメリアにミューズを見出し愛を語るが、微笑を返されるのみ。詩の評価は芳しくなく、生計を立てることはできず親の金で生活している。
カメリアがジョナサンに抱擁された場合、彼女の死から得たインスピレーションによってリチャードの詩は見違えるように出来が良くなり、出版する運びとなる。
バレット・ルイス(Barrett Lewis)
声:Timothy Watson
商人の男性。43歳。褐色の髪に緑目。口髭と顎髭を生やしている。サスペンダーを身に着けている。彼からアイテムの売買が可能。
荒くれ者のジョー・ピーターソンから頻繁に店の売上を恐喝されているが、強く抵抗しない。ジョーとは幼馴染でかつては親友であったが、ジョーの亡き妻と不倫していた。ジョーの息子のハリーはバレットとそっくりな顔立ちをしており、その負い目からジョーの無法な態度を受け入れている。
ジョー・ピーターソン(Joe Peterson)
声:Antony Byrne
ギャングの一味で、借金取りの男。44歳。黒い帽子をかぶり、面長で逞しい顔立ち。
若い頃から腕っぷしの強さで名を知られている。亡き妻のジェーン(Jane)が残した病弱な息子のハリーを養うために非合法の仕事をしている。真っ当な職に就こうとしているが、経歴の悪さから拒まれ、足を洗えないでいる。かつて親友であったバレットから度々金を脅し取っている。バレットが生前の妻と不倫していたこと、ハリーが恐らくはバレットの子供であることに気づきながらも、ハリーを我が子として愛しており、ハリーに暴力を奮ったことはない。
ハリーがジョナサンに抱擁された場合、プリウェンに入隊し敵キャラクターとなる。
ハリー・ピーターソン(Harry Peterson)
声:Nick Blood
病弱な少年。18歳。頬がこけている。引きこもって暗い独り言をつぶやき続けている。ジョーの息子だが、彼とは全く似ていない。恐らくは母の不倫相手であったバレット・ルイスが実父だと父親たちは思っているが、本人はそのような疑念を抱いたことはない。荒くれたジョーの影響で敬遠され友達ができないことを恨みがましく思っている。
ジョーがジョナサンに抱擁された場合、生活が立ち行かなくなり物乞いのホームレスとなる。
クリスティーナ・ポパ(Cristina Popa)
街角に経つ売春婦。23歳。ルーマニアからの移民であるため良い職に就けず、政情不安な祖国に残してきた兄を招く資金を得るため体を売っている。客の財布を盗むこともある。
クレイトン・ダービーとは両思いであるが、紳士的に見える彼とも肉体関係を持ってしまい、結局客の男と変わりないのではという疑念から恋心を表明することができない。
クレイトン・ダービー(Clayton Darby)
新聞記者の男性。35歳。黒人で、眼鏡をかけ口髭と顎髭を生やす。ホワイトチャペルには貧困層への取材で訪れており、この辺りでは珍しい比較的富裕の者。
取材対象者であるクリスティーナと肉体関係を持ってしまい、愛情を持ってはいるが曖昧な関係のままでいる。
トバイアス・ウィテカー(Tobias Whitaker)
声:Simon Furness
神父。45歳。白髪交じりの髪をしており、十字架を首から下げている。
教会の前でよく演説しているが、特にその教会の関係者というわけでなく、どこか別の教会に属しているわけでもない。正式な牧師であるジョセフ・ララビーを口先だけの説法を行う者として嫌い、炎によって流行り病を浄化すべきだという主張のもと、病んでいそうな罪なきホームレスを幾人も焼き殺している。妄想から殺人を行う狂人のようであるが、彼が幻視している病の元凶の姿は「赤の女王」そのものである。
ベンジャミン・パーマー(Benjamin Palmer)
声:Alec Newman
ホームレスの男性。34歳。
前線で戦った精神的外傷から、酒と薬に依存している。妻に先立たれてから悪化し、家賃を払えずに家を失い息子アルバートと共にホームレスとなった。生活を立て直す気力もなく、路上で酒を飲むかゴミを漁るかの日々をすごしている。
アルバートには忌まれており、彼に薬を盗まれた際には取り返そうとして発砲してしまい、幸いにも命中することはなかったが親子の亀裂は決定的なものとなってしまった。
息子への愛情はあり、アルバートがジョナサンに抱擁された場合、殺害したのはギャングだろうという誤信のもと、依存症を克服しギャング撲滅運動を始める。
アルバート・パーマー(Albert Palmer)
声:Jamie Blackley
ホームレスの少年。18歳。ベンジャミンの息子。
帰還兵の父が病んだために家を失い、父を憎み荒んでいる。いつも悪態をつき、深夜に盗みに入れないかと人家の扉をいじっている。食っていくためにギャングに入りたいと望んでいる。ジョナサンに抱擁された場合、最期の内心の声で普段の振る舞いとは異なる少年らしい面を見せる。
ベンジャミンがジョナサンに抱擁された場合、父を殺したのは自分だと吹聴し、その武勇伝によりギャングの仲間となることを認められる。
ロレッタ・スワンボロー(Loretta Swanborough)
声:Christina Cole
商人の女性。30歳。左胸に向日葵の飾りをつけ派手な装い。彼女からアイテムの売買が可能。スペイン風邪に対抗する薬を販売するが、実際には偽薬を用いた詐欺。双子の姉弟であるメイソンが偽薬の作成を行っている。詐欺は盲人のメイソンを養うためにはじめた。メイソンが盲目となったそもそもの原因は、ロレッタが口論の中で彼を突き飛ばし薬品を浴びせてしまったためである。
メイソンがジョナサンに抱擁された場合、メイソンの実験を引き継いで失敗し、メイソン同様に盲人となる。
メイソン・スワンボロー(Mason Swanborough)
声:Alec Newman
盲目の男性。30歳。目は白っぽく濁っており、スキンヘッド。他の市民らから少し離れた位置の屋内にいる。化学者であり、事故で視力を失ったが、現在でも手探りで薬剤調合を行う。双子の姉弟であるロレッタに身の回りの世話を焼かれている。実際にはなんの効果もない偽薬をスペイン風邪対策に使えると嘘をつき、ロレッタに売らせている。
ロレッタがジョナサンに抱擁された場合、家に留まることができなくなりホームレスとなった末にスカールと化し、薬品爆弾を投げつける敵キャラクターとなる。
キャドガン・ベイツ(Cadogan Bates)
声:David Acton
いくつかの不動産を所有する家主の男性。45歳。帽子をかぶっている。
住む場所の選択肢が狭い移民相手に、粗末な部屋を高額で貸し出している。窮して払えない女性店子相手には肉体関係を要求。スカールと化しながら彼の悪質さに憤った店子に襲われているところに遭遇するという形で登場する。
シャオ・シュン(Hsiao Shun)
声:Rebecca Gethings
中国から移民した女性。38歳。夫のマシュー(Matthew)が資産を残して病死した富裕の未亡人。白いキャペリンハットをかぶっている。
生前の夫は心配をかけまいと気丈に振る舞い、そのため病の重さに気づけず死なせてしまったとシャオは後悔に暮れている。貧困層が多く治安の悪い地区に資産ある彼女は不似合いだが、夫と暮らした思い出があるため居残り、ホームレスへの支援活動を行う。

### 港(The Docks)の市民
地名はイーストエンド。かつては栄えたが今では落ちぶれ、ギャングと共産主義者の抗争で荒れている。地下水路には、理性あるスカールの住処がある。
トム・ワッツ(Tom Watts)
酒場ターコイズタートル(Turquoise Turtle)の男性店主。46歳。顎髭と口髭をまばらに生やし、左腕に青い亀のタトゥーがある。
この辺りで酒をたしなめる場は他になく、トムの人柄の良さもあって店はギャングたちも手出しをしない中立地帯となっている。かつてはトムもギャングの一員であったが、殺人を命じられても銃をつきつけるだけで発砲できずに逮捕され、足を洗った。服役した過去は特に隠しておらず周知のことだが受け入れられている。
サブリナ・キャベンディッシュ(Sabrina Cavendish)
声:Christina Cole
酒場の女性店員。30歳。褐色の肌に黒髪緑目。インド出身の船乗りの父と、スコットランドの女中との間に生まれた。肌の色で差別を受けることが多い。以前に客の男に後をつけられ性暴行され、自衛のためにトムから射撃を習っている。地域の治安の悪さを気にしながらも、トムへの恋心から留まっている。
ダイソン・ディラニー(Dyson Delaney)
酒場に入り浸っている無職男性。34歳。髪や髭を整えず伸ばし放題にしている。昼夜を問わず酒を飲み続け、過去の記憶がひどく曖昧になっている。かつて反政府運動に身を投じ、活動の一環で無人の工場を爆破しようとしたところ、たまたま近くに通りかかった夫妻を巻き添えに殺してしまった。法の裁きは逃れたが、その一件から政治活動は辞めた。
川に溺れたところをショーン・ハンプトンに救われたことがある。慈善家であり多くの落伍者を救ってきた彼にも更生のさせようがないと失望されている。
ジョナサンの選択によってショーンが理性なきスカールと化した場合、感染して獣となり敵キャラクターとして登場する。
シーモア・フィッシュバーン(Seymour Fishburn)
工場労働者の男性。28歳。坊主頭で痩せている。母と二人暮らし。幼い頃、父親が事故で高所から落下して死ぬ現場を目撃した。
自身でも制御できない強い怒りに時折襲われ、すぐに悪態をつく危険人物だと周囲から忌まれている。その衝動に任せるまま、数え切れないほどの殺人を行い、死体を下水道に遺棄している。母に対しては優しく、怒っていてもなだめられると落ち着く。母が孤児のルーファスにも優しくしていることへ嫉妬している。
母とルーファスがジョナサンに抱擁された場合、シーモアを蝕んでいた強い怒りの感情は消え失せ、見違えたように落ち着く。
ステラ・フィッシュバーン(Stella Fishburn)
声:Beatriz Romilly
未亡人。58歳。息子のシーモアと二人暮らし。孤児のルーファスを気にかけ優しくしている。丸顔でやや太っており、眼鏡をかけている。戦前はロープ工場で働いていたが、閉鎖してしまい現在は無職で息子に養われている。
息子に連続殺人犯であることを明かされているが、露見すれば死刑を避けられないため秘密にしている。
ルーファス・キングズベリー(Rufus Kingsberry)
声:Jamie Blackley
ホームレスの少年。18歳。薄汚い身なりで黒い帽子をかぶっている。8歳の時に両親を爆破テロの巻き添えで亡くし、ルーファスだけが奇跡的に無傷で生き延びた。その奇跡は、周囲を不幸にする存在だという噂になり、親しい友達もできていない。親兄弟を亡くして辛うじて生き残ったネズミに自らを重ね、ジャック(Jac)と名付け唯一の友としている。近頃、老婦人のステラに優しくされ、彼女を母のように感じている。ステラの息子であるシーモアには、母の愛情を奪う存在として辛く当たられている。
シーモアがジョナサンに抱擁された場合、ステラの養子となる。
イカボド・ソログモートン(Ichabod Throgmorton)
声:Harry Hadden-Paton
自称ヴァンパイアハンターの男性。36歳。吸血鬼の実在を信じない人々にも喧伝してまわるが、プリウェンに関与しておらず、実際に個人的に吸血鬼を倒したという経験もない。詐欺師とも言えるが、特に自己の利益になるための行動ではなく善意である。
かつて、傷だらけの少女の吸血鬼と出会ったが彼女を憐れみ見逃したことがある。ナイトシェルター周辺で素振りを行い、住人を守ろうとしている。
エドウィナ・コックス(Edwina Cox)
声:Natasha Little
ギャングリーダー・クレイトンの妻であり、彼が身を潜めている間の実質的なボス。37歳。彼女からアイテムの売買が可能。
夫の地位を誇りに思ってはいるが男女の関係は長らく無く、部下のブース・ディグビーを愛人にしている。容易く人を殺し、スペイン風邪による大量の死者を墓荒らしで儲ける好機と捉えている。本編冒頭で吸血鬼化の最中で仮死状態にあったジョナサンから時計などを盗んだのも、エドウィナに命じられた部下たちである。
ブース・ディグビー(Booth Digby)
声:Alec Newman
ギャングに属する男性。34歳。
エドウィナの愛人であり彼女に惚れ込んでいるが、対等な関係というよりもエドウィナが上に立っている。好戦的で、エドウィナに命じられるまま人を殺めもするが、幽霊や化け物を信じて怯えるという小心さを隠し持つ。実際にはただ怖がりなのではなく、吸血鬼の暗躍する異常事態を漠然と察知していた。恐怖でギャングを辞めたいと考えているが、エドウィナの存在から留まっている。
エドウィナがジョナサンに抱擁された場合、ギャングから足を洗い転職する。
アーチャー・ウッドビッド(Archer Woodbead)
61歳の男性。かつてギャングのリーダーであったが、現在では引退している。労働者を守るための団体であった古巣がただの破落戸の集まりとなっている現状を憂いている。息子のアンドリュー(Andrew）が怪物の存在を信じてプリウェンに入隊し、連絡が取れなくなったことを気にしている。アンドリューを探して治安の悪い場所にも赴き、スカールに幽閉された状態で登場する。
エニッド・ジリンガム(Enid Gillingham)
声:Su Douglas
認知症を患う高齢女性。70歳。痩身で髪を後ろでシニョンにまとめている。
かつては美しく聡明であったというが、認知症の症状が進行するにつれ耐えられず息子のジャックと距離を置くようになった。現在では日がなぼんやりとし大人しい。ジャックが失踪した後、親切に面倒を見てくれている青年マーティン・ナイチンゲールをジャックと混同している。ジャックはブース・ディグビーに殺害されているが、彼女がそれを知ることはない。足が悪く引きこもっているため、家の外のことはろくに知らない。
マーティンがジョナサンに抱擁された場合、今度はジョナサンをジャックと混同する。
マーティン・ナイチンゲール(Martin Nightingale)
声:Jamie Blackley
路上でアイテムの売買を行っている青年。20歳。茶髪に茶目。
流行病に感染した両親から逃げ、生活のために商人の真似事をしている。認知症で頼る者もないエニッドの世話を焼く好青年のように見えるが、彼女が注意力散漫なのをいいことに家財を盗み出し私腹を肥やしている。彼女に直接的な危害を加えるつもりはなく最期まで介護する心づもりはあり、彼女の死後に家をもらおうと企んでいる。
ジョナサンがエニッドを抱擁した場合、エニッドに遺産を受け継ぐよう言われていたとうそぶき、商人を辞め彼女の家を乗っ取るようになる。
ロドニー・グレーダー(Rodney Grader)
声:Mark Monero
スカールの住処に身を寄せ隠れている男性。34歳。
帽子とマスクをつけ顔の大部分を隠している。移民をルーツに持つのか肌の色が浅黒く、そのことをギャングの者にからかわれ、衝動的に相手を殺害。かばってくれた友人ジャック・ジリンガムが犯人だと思われ報復に殺害されてしまい、ギャングを恐れて逃げ隠れしていた。
ジゼル・パクストン(Giselle Paxton)
声:Katherine Kingsley
ナイトシェルターに身を寄せている女性。29歳。ピンクの帽子をかぶり、アルコール依存症のため顔が赤らんでいる。
元工場労働者だが解雇され無職。本人は労働組合主義のためだと主張しているが、酒浸りなことが真の理由。
場合によっては、プリウェンに加入し敵キャラクターとなる。通常キャラよりも射撃速度が速い。
ロッティ・パクストン(Lottie Paxton,)
声:Rebecca Gethings
ナイトシェルターに身を寄せている女性。24歳。ジゼルの妹。黒い帽子をかぶっている。
姉と違い労働を続けており、シェルター運営に寄与している。そのことをギャングに知られ、献金するならばギャングにしろと迫られているが:毅然と断っている。姉のアルコール依存を気にかけている。

### ウエストエンド(West End)の市民
比較的裕福な住人が集う町で、ジョナサンの生家やアスカロンクラブが存在する。
エメリン・リード（Emelyne Reid)
声:Su Douglas
ジョナサンとメアリーの母親。65歳。白髪交じりの老いた貴婦人。
フランス出身。ロンドンの銀行家である夫のオーブリー（Aubrey）と共に裕福な家庭を築く。詩歌や絵画など幅広い芸術活動を行い、作品の売れ行きは良い。
10年前(1908年)に大病を患った夫が弱った姿を見せたくないと失踪、それから精神を病むようになった。夫がまるで目の前にいるかのように空想の会話をするようになりメアリーの死後はますます悪化し、空想会話の相手にメアリーやジョナサンも含めるようになった。深夜徘徊するなど、認知症のようになり、使用人のエイブリーに何度も家へ連れ戻されている。
エイブリーがジョナサンに抱擁された場合、スカールと化す。影による分身をつくるヴァンパイアの能力で、メアリーやジョナサンを模した強力な分身を生み出す。
エイブリー・コルク(Avery Cork)
声:David Sterne
リード家の使用人を務める男性。65歳。
かつての主人であったオーブリー・リードとは主従を超えた友人でもあり、彼の死後も十分な給金がもらえるよう取り計らわれている。認知症のようになっているエメリンを甲斐甲斐しく世話している。親族は絶えており、リード家を居場所と思い、ジョナサンに仕える一方で父代わりのような感情を持っていた。
キムラ・タダオ(Kimura Tadao)
声:Tim Watson
裕福な地主の男性。48歳。日系人で、生まれも育ちもイギリスで出身地はウェーマス。
金稼ぎこそが人生の本分と考え、あくどい仕事も行っていた。家庭を顧みず妻子と離れて暮らし、長年顔も会わせていない。天文学への造詣が深く、星にまつわるオカルティックな儀式をもくろむエコンに拉致された状態で登場する。ジョナサンに救われた場合、見返りなき人命救助に感銘を受け、人に報いることをしたいと志すようになり、家族にも顔を合わせやり直したいと考える。
彼が生存したままウエストエンドの治安レベルが50%を切った場合、プリウェンに加入し敵キャラクターとなる。
カルーン・ラッセル(Calhoun Russel)
声:Antony Byrne
商店を営む裕福な男性。45歳。スペイン風邪や戦争に特に危機感を持たず陽気。美食家で、かつては有名なグルメ評論家であった。シルクハットをかぶり、右目に片眼鏡をかけ、白毛混じりの灰色の口髭と顎髭を豊かにたくわえている。
趣味に人生を費やす志向から家庭は持っていないが、かつて有名女優のドレス・フレッチャーと交際していた。評論家時代に築いた莫大な富を、死後は寄付するよう算段を立てている。
シャーロット・アシュブリー(Charlotte Ashbury)
声:Rebecca Gethings
レディ・アシュブリーの養女。彼女の経営する孤児院出身。27歳。褐色の肌を持ち、移民をルーツに持つ。16歳の時にヴァンパイアであることを母から打ち明けられ、薄々察していたこともあり受け入れた。サフラジェットであり、女性の参政権を求め街頭で呼びかけを行っている。時に男女平等主義を良く思わない男たちから攻撃を受け、強さを求めて自らもヴァンパイアになりたいと願っているが、母からは拒まれている。
カリーナ・ビロー(Carina Billow)
声:Anna Koval
街角で野生のネズミを捕まえては生きたまま食らう、精神を病んだ女性。28歳。外見はごく淑女然としている。
かつてはシャーロットから影響を受け女性人権運動に関心を示す知性と情熱ある人物だったが、男性しか受け入れないアスカロンクラブへ抗議のため訪ねたところ、エコンのジェイコブ・ブラックウッドに目をつけられ、惨めにネズミを食らい続けるよう洗脳された。洗脳されていることを他者に話すことも許されず、強いられた奇行に苦しみ心が崩壊しかけている。ジョナサンに抱擁された場合、感謝の言葉を内心で述べながらジェイコブの名を告発する。
クラレンス・クロスリー(Clarence Crossley)
声:Harry Hadden-Paton
ジョナサンの古くからの友人である男性。32歳。
従軍先のフランスでヴァンパイアの吸血現場を目撃し、帰国後にもスカールの吸血現場を目撃し、私財をはたいてヴァンパイアを警戒せよとの旨のビラ配りを行っている。金はほとんどなくなり、いずれ家を売らなければいけないほど窮している。周囲からは奇行に走る異常者だと認識され、人間関係は壊れた。妻のヴィーナスにも疎まれ不仲となっている。
ヴィーナス・クロスリー(Venus Crossley)
声:Beatriz Romilly
ジョナサンの古くからの友人である女性。26歳。クラレンスの妻。金髪緑目。
家庭の金をビラ配りに費やす夫を嫌悪し、密かに彼の食事に毒を混ぜて死なせようとしている。ヴァンパイアの存在を信じず、夫は戦争後遺症で精神を病んだと思っている。
クラレンスがジョナサンに抱擁され、またジョナサンが彼のために事前にヴァンパイアに関する書物を渡していた場合、ヴィーナスもヴァンパイアの実在を信じるようになり、プリウェンに加入し敵キャラクターとなる。
ルイーズ・ティーズデイル(Louise Teasdale)
声:Anna Koval
酒場勤務。22歳。茶髪緑目。顔の右側に大きな傷がある。
エコンの男に気に入られ、係累かつ花嫁にするため拉致されているという状態で登場。付近には、ルイーズを救おうとやってきた父親の死体がある。かつて自宅に押し入った強盗に母が殺され、以来父は酒に溺れ、そのことが原因でルイーズは父に反目して家を出て自活していた。
キャロリン・プライス(Carolyn Price)
声:Natasha Little
店主で、アイテム売買も行う女性。39歳。
夫に先立たれ娘のキャロルと二人で暮らし、キャロルがよく怪我をするため戦前はジョナサンが主治医となり度々顔を会わせていた。ジョナサンへ秋波を向ける。対外的には不器用な娘に面倒見の良い母だが、度々激情に駆られた彼女が娘を虐待し傷つけているのが真実である。
キャロル・プライス(Carol Price)
声:Christina Cole
キャロリンの娘。20歳。
内気で母親に依存しがち。不器用なためよく怪我をするが、実際には母親からの虐待によって出来た傷である。虐待は愛があるからこそだと信じており、告発しようとも逃げようともしない。
ジョナサンがキャロリンを抱擁した場合、キャロルは自立的になり、母から受け継いだ遺産で国外に出ることを検討する。
ペリクルズ・ベイカー(Pericles Baker)、アガメムノン・ベイカー(Agamemnon Baker)、
声:Nick Blood
双子の兄弟。ペリクルズが兄。42歳。ペリクルズは少し着崩しており、アガメムノンは身なりが正しい。ロンドンの現状に不安を抱き脱出したいという願いを共通して持ちながらも、きっかけを掴めずに留まっている。お互いに、留まっている原因を兄弟のせいにしている。
ジョナサンがペリクルズを抱擁すると残されたアガメムノンはスカールと化し、アガメムノンを抱擁するとペリクルズはプリウェンに入隊し、どちらの場合も敵キャラクターとなる。
チャールズ・ジェローム・オブライト(Charles Jerome Albright)
声:Simon Furness
スコットランドヤードの男性警部。40歳。豊かな顎髭と口髭、眼鏡をかけ帽子をかぶっている。
吸血鬼たちの起こす不審死事件について調査をしている。かつて殺人事件を捜査した際に無実の若い男性を捕まえ、結果的に冤罪で彼を絞首刑に追い込んだ。その一件から死刑制度への疑念を抱いている。
アッシャー・トールツリー(Usher Talltree)
セント・ポール・ストール協会の首座である男性。45歳。浅黒い肌でターバンを巻き、アラブ系の容貌。眼鏡をかけ髭を生やしている。
カード占いで、ジョナサンがその時点で何人を殺めたかを言い当てる。また、選択肢ミスによって明かされていない市民たちのヒントを占いで提示することもできる。浮世離れした言動からプリウェンには人ではなく吸血鬼ではないかと疑われ見張られているが、加齢していく姿が彼を人間だと証明している。

### 市民以外の人間
ジェフリー・マッカラム(Geoffrey McCullum)
ヴァンパイアハンターの男性。プリウェンの現リーダー。濃い茶髪に碧眼、長身で口髭と顎髭を短く整えている。
ジョナサンとスワンジーの関係を怪しみ、スカールの蔓延は彼らが意図的にばらまいたという推論に達し敵となる。
幼少期に、スカールと化した父が母を殺害する現場に居合わせ、自身も襲われそうになったところを前代プリウェンリーダーであるエイドリッチに救われ育てられるようになった。ハンターの初仕事として、スカールと化したまま逃亡していた兄のイアンを殺害している。
ジョセフ・ララビー（Joseph Larrabee）
声:Ben Peel
男性牧師。ホワイトチャペルのセントメアリー教会に勤めている。灰色の髪に緑目、眼鏡をかけている。メアリーの葬儀を執り行い、彼女の死を嘆くジョナサンの告解を聞く。
ヴァンパイアに襲われ倒れ込んだ状態の彼を傍らに残したままで開始する戦闘があり、敵を彼に近づけさせずに素早く倒せば生還させられるが、プレイ上の難易度が高く、通常の場合はそこで死亡する。

### ヴァンパイア
赤の女王(Red Queen)
全てのヴァンパイアの母たる存在である原初の吸血鬼。
その全貌は明らかでなく、本編中に登場するのは分身。分身の容貌は、血液が空中に浮かび鹿のツノを生やした巨大な女性の姿を象ったような不安定なもの。彼女の起源は定かではなく、古代ケルトの神モリガンをはじめとして世界中の伝承の由来となっている。
ひたすらに眠り続けており、時折彼女の見る「悪夢」が大規模な疾病を撒き散らし、憎しみに凝った女性に憎悪の血を与え、世界を災厄で満たそうとする。人類を滅ぼすための行動ではなく、人類が災厄を乗り越えられるか試しているかのようだがその真意は不明で、そもそも意図があるのかすらわからない。
彼女の分身体が本作のラスボスであり、戦闘力はジョナサンが市民を抱擁した数に比例する。
マルジン・ウィルト(Myrddin Wyltt)
声:Tim Watson
赤の女王の直系の係累。血液が空中に浮かび男性の姿を象ったような不安定な姿で、鹿のツノのようなものを生やす。容姿や声は男性的だが、性別の概念はなく男性であるという性自認はない。
普段は赤の女王と同じく眠りの中にいるが、女王が災厄をふりまく際に目覚めては、その時代の優れた人物を選んで自らの係累のヴァンパイアに変え、災厄に立ち向かう役割を与える。ジョナサン・リードとウィリアム・マーシャルとアーサー王をヴァンパイアにした。
メアリー・リード
声:Rebecca Gething
ジョナサンの妹。黒髪碧眼、髪を結い上げ淑女然としたドレス姿。物語の冒頭、血に飢えて朦朧としたジョナサンにより殺害されたかに見えた。
結婚していたが、夫のディラン(Dylan)は従軍先のフランスで戦死し、子供はスペイン風邪により病死した。埋葬された後に、エコンとして復活。ジョナサンに吸血され密着した際に、血まみれだった彼の血が口内に入ってしまったためである。爪と牙で棺を破り墓穴から蘇り、自らの運命を呪い幾人もを殺めた後に、ジョナサンに倒され二度目の死を迎える。
ウィリアム・マーシャル(William Marshal)
声:Simon Furness
エコンの男性。史実の人物で歴史上では1219年に死去しているが、吸血鬼であるため実はそれ以降も密かに生きていた。1217年に老齢の身で吸血鬼と化し、老いた姿。
自らを吸血鬼に変えたマルジンを「天使」であると認識し、数世紀もの時を信仰のもとに災厄と戦い、イギリスの歴史的な戦争や疾病の解決に携わっていた。悪人からしか吸血しないことをポリシーとする。
1578年、ペスト蔓延の中で死んだ両親を哀悼し歌っているエリザベスと出会い、彼女の歌う姿に崇高な魂を見出し係累にすることで病から命を救った。以降、有事の時以外はエリザベスと父娘として平穏に暮らしていた。1666年、憎悪の血を授けられた女とセント・ポール大聖堂で戦い、大聖堂に彼女を閉じ込め焼き討ちにすることで勝利するも、その女から憎悪の血に感染。衝動に駆られてエリザベスに噛みつき感染させてしまうも、後に「天使の涙」によってエリザベスの治癒には成功。しかしウィリアム自身を治すことはできず、憎悪の血を蔓延させないようにとスコットランドの廃城の地下に籠もり、時折様子を見に来るエリザベスの血をすすることで生きながらえている。顔面は青ざめ、あまり動き回ることもできない。
老ブリジェット(Old Bridget)
声:Beatriz Romilly
スカールの女性。1738年にエコンに血を授けられ、200年近く生きている。若く整った顔立ちだが、スカール特有の皮膚の爛れが美貌を損なっている。黒いベールをかぶり、行き場のない弱きスカールたちを下水道で匿い死者の血肉を与えて生かし、独自のコミュニティを築いている。疾病による理性なきスカールの増加は、比較的害のない本来のスカールたちが討伐される理由にもなると心配している。
かつて彼女に血を授けたエコンは夫であったが、醜いスカールと化したために放逐された。本名はブリジェット・エレノア・ウェリントン。
レッドグレイヴ卿
エコンの男性。アスカロンクラブの現在の代表。ブリストル伯。長身で痩せており、灰色の髪。スカールの爆発的増加を憂慮し、その解決をジョナサンに依頼する。特権主義的で、スカールを嫌悪し、女性蔑視な面もある。
長い時を生きており、ウィリアム・マーシャルに仕え、彼と共に1648年のプレストンの戦いにも従軍した。自らをエコンにしたのはウィリアムであると自称しているが、ウィリアムを知る者には詐称だと見抜かれている。エコンではあるものの、それほど強い血の持ち主ではないとのことで、係累にエコンを生む能力はない。かつて人間の妻を仲間に迎えようと血を与えたが、彼女はエコンではなくスカールと化したため放逐した。
ハリエット・ジョーンズ(Harriet Jones)
声:Su Douglas
ペンブルーク病院に長期入院している高齢の女性患者。胸の痛みなどの不定愁訴に苦しむ。意地悪く、根拠なき悪口ばかり吐き嫌われている。ヴァンパイアの強力な血は苦しむ人間の病状改善に使えるのではと考えたスワンジーに、同意なきままエリザベスの血を注射され、「憎悪の血」を受け継ぎアイコールと化す。
かつて娘のドリスを産んだが、虐待して引き離された。彼女なりに幼くして別れた娘への強い愛着を持ち続けており、気にかけている。憎悪の血が顕在する前、面会に来たドリスに感染させてしまい、舞台女優である彼女を介してロンドン中に憎悪の血が広まった。
ドリス・フレッチャー(Doris Fletcher)
声:Natasha Little
ロンドンで最も有名な舞台女優で、演劇学校を開き講師も務めていたが、憎悪の血に感染したことでアイコールとなり、右半身は以前と変わらぬ美しさを保ちながら左半身は異常に膨れ上がった醜悪な怪物となる。この姿では女優を続けられないという絶望から自身の血肉を混入した食物を演劇学校の学生らに振る舞い多くの感染者を道連れに生み出した。
周囲に知る者はいないがハリエット・ジョーンズの実の娘で、慰問として病院に赴き密かに母と面会した際に感染した。母にはかつて虐待を受け、見返すために女優を志したが、憎みきれずに複雑な感情を抱く。
エルザ・ムラニー(Elza Mulaney)
年若いダンサーの女性。ドリス・フレッチャーに見初められ彼女の演劇学校でレッスンを受けていたところ、感染しスカールと化す。髪の毛が大量に抜け落ち皮膚が腫れ上がった醜い姿になり、絶望して家族三人を殺害。ダンサーとしての才能を認めてもらえないなど、以前から家族とは不和があった。
ロジャー・マクファーソン(Roger McPherson)、プリシラ・マクファーソン(Priscilla McPherson)
スカールと化した夫妻。ロジャーはドリスと不倫しており、彼女から感染し、妻にも伝播させてしまった。スカールに成り果てながらも激しい夫婦喧嘩を行っている。
ファーガル・バンシャ
声:Gareth O'Connor
ヴァルコッドの男性。レッドグレイヴ卿に数十年仕えた従者。
ウィリアム・ビショップ （William Bishop）
港に住む無職男性。以前は缶詰工場で働いていたが工場閉鎖に伴い身を持ち崩し、アルコール中毒のホームレスとなった。スカールと化し、ショーン・ハンプトンを襲い彼にも感染させた。
ジェイコブ・ブラックウッド(Jacob Blackwood)
男性エコン。本編でも生存しているようだが姿を見せず、会話や文書の中で存在が語られるのみ。1712年のヴェルサイユにて貴族然とした姿で肖像画を描かれており、その絵画でだけ容姿を確認できる。
エリザベスが憎悪の血によって正気を失っていた時期のうち、1667年～1712年に彼女の係累となった。本来の性質か憎悪の血によるものか、非常にサディステックで、生きたネズミを食らい続けろという洗脳を女性に与えるなど意味のない拷問も行う。

## 評価
レビュー集計サイトMetacriticでは、「賛否両論または平均的なレビュー」となった。
GamingTrendのRon Burkeは、PC版を100点中85点と評した。作品の特異な点について「患者、医師、その他の主な登場人物が不可分に結びついていること」「多くの人が隠された関係や意図を持っていて、その全員がコミュニティを構成している」と述べた。長所として独特の市民についてのシステム、ストーリー、声優、リプレイ性を挙げ、短所として、戦闘エリアの境界の曖昧さ、建物内に入る際のロード時間の長さ、不安定な戦闘システムを挙げた。
PC GamerのAndy Kellyは、100点中68点と評した。市民らの生殺与奪を巡り悩ませるシステムの一方で、名もなき吸血鬼や吸血鬼ハンターを単調な戦闘で次々と倒させるのは葛藤を台無しにさせると述べた。会話パートには説得力を感じるが戦闘パートは平坦で刺激がなく、動きに重みがなく退屈であるという。また「私はリードのこともあまり好きになれなかった。不機嫌で、ひたすら自己中心的な彼は、人間性と一緒にカリスマ性も吸い取られてしまったようだ」と主人公の人物造形を批判した。
Attack Of The FanboyのDylan Sieglerは、5点中3.5点と評した。総評は「Vampyrは非常に野心的で、多くのクールで興味深いアイデアを提示しているが、その目標を達成するには至らない」。強くなっていく敵キャラクターに対抗するため市民の命を消費したいという衝動に駆られる構造が、吸血衝動を抱く主人公の心情と重なる点を評価した。しかしその仕組みは完璧ではなく、個性が与えられた市民でも数回話せば会話内容が尽きてただの「顔のないNPC」に思え、「陳腐なNPCを殺しても、あまり悪い気はしない」。市民が60人以上もいることは革新的に思えるかもしれないが多すぎて覚えきれず病気治癒などの対応が煩わしいと批判した。また、ロード時間が70秒ほどかかる箇所が幾つもあり、初周はバッドエンドとなったがリプレイしたいと思えないという。
パブリッシャーのFocus Home Interactive|enが「100万本以上売れたら成功であるが、50万本程度でも十分に利益が出る」と述べていたところ、発売後1ヶ月で45万本が売れ、2019年4月までに100万本の販売を達成した。レビューにはシビアなものがあり、商品単価も比較的高価であるため、売れ行きの好調さは意外だったという。
Electronic Entertainment Expo2017ではBest of E3賞を得た。受賞にあたり「血しぶきと道徳的苦悩に満ちた綿密なゲーム」「豪華絢爛なアクション吸血鬼RPG」「気ままに殺人を犯し、煙のような超能力を最大限に活用することができますが、人々を助け、彼らの人生についてもっと知り、血管に流れるものに抵抗しようとするチャンスもある」と紹介された。NAVGTR Awards2018では、Original Role Playing賞を得た。